# Siempat Rube II
Siempat Rube II is een bestuurslaag in het regentschap Pakpak Bharat van de provincie Noord-Sumatra, Indonesië. Siempat Rube II telt 779 inwoners (volkstelling 2010).